# Atopochilus
Atopochilus és un gènere de peixos pertanyent a la família dels mochòkids.

## Descripció
- Segons l'espècie en qüestió, fan entre 6 i 14,1 cm de llargària total.
- Tenen llurs llavis modificats en una mena de boca succionadora.[2]

## Distribució geogràfica
Es troben a Àfrica.

## Taxonomia
- Atopochilus chabanaudi (Pellegrin, 1938)
- Atopochilus christyi (Boulenger, 1920)[4]
- Atopochilus macrocephalus (Boulenger, 1906)[5]
- Atopochilus mandevillei (Poll, 1959)[6]
- Atopochilus pachychilus (Pellegrin, 1924)[7]
- Atopochilus savorgnani (Sauvage, 1879)[8]
- Atopochilus vogti (Pellegrin, 1922)[9][10][11][12][13][14][15]